# Garcinia gaudichaudii
Garcinia gaudichaudii är en tvåhjärtbladig växtart som beskrevs av Jules Émile Planchon och Triana. Garcinia gaudichaudii ingår i släktet Garcinia och familjen Clusiaceae. Inga underarter finns listade i Catalogue of Life.